# Hippolyte Chauchard
Pour les articles homonymes, voir Chauchard.
Jean-Baptiste Hippolyte Chauchard est un homme politique français né le 8 mars 1808 à Langres (Haute-Marne) et décédé le 5 août 1877 à Cauterets (Hautes-Pyrénées).

## Biographie
Fonctionnaire au ministère de l'instruction publique, il est sous-chef de bureau en 1848. Conseiller général pour le canton de Laferté-sur-Amance de 1844 à 1871, il est député de la Haute-Marne de 1848 à 1870, siégeant au groupe de Cavaignac, puis à droite, soutenant le Second Empire.

## Distinctions
- Officier de la Légion d'honneur (30 aout 1865)
- Officier de l'Instruction publique